# 马伊姆·拜力克

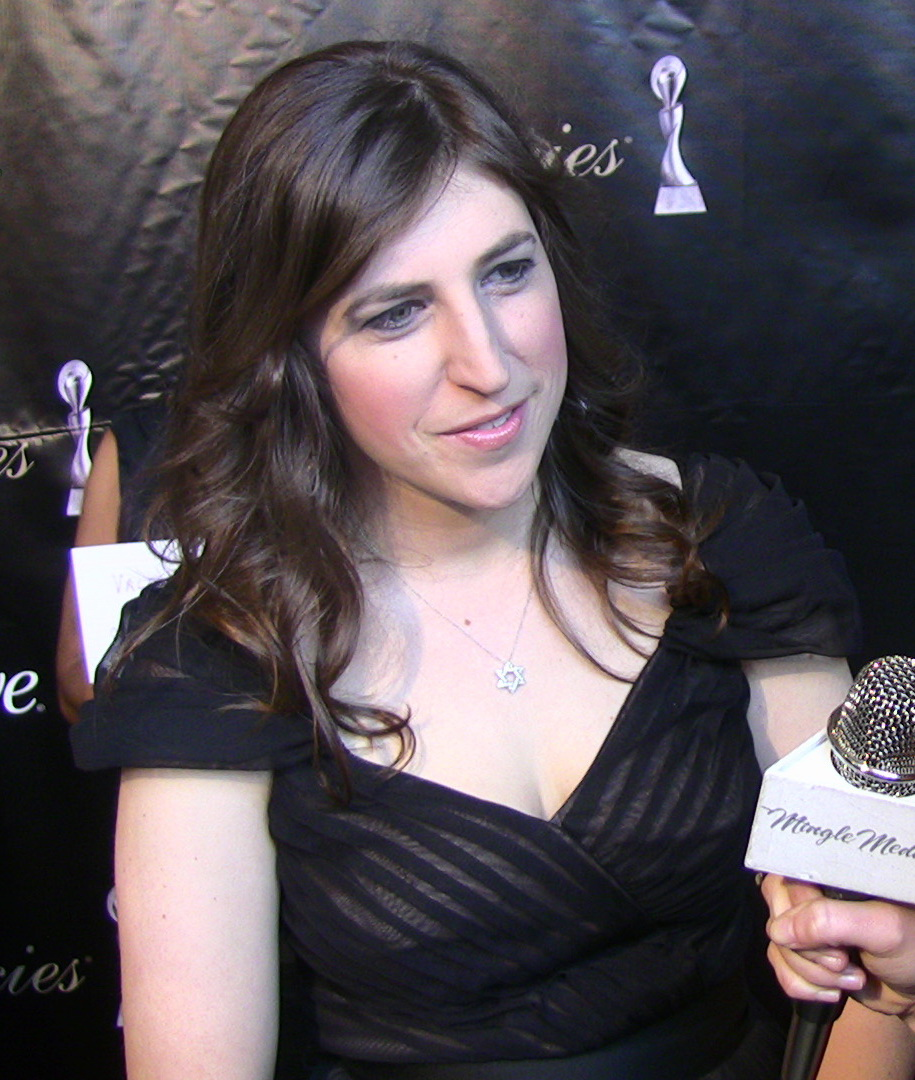

马伊姆·拜力克博士（英語：Mayim Hoya Bialik，1975年12月12日—）是美国犹太裔电视演员，神经科学家，亲密育儿法的支持者。

## 生平
拜力克出生于美国加利福尼亚州圣迭戈市的猶太人家庭。她的父母都是老師。並且，拜力克信奉猶太教。拜力克在1990年代出演情景剧《绽放》，走红全美。之后拥有加州大学洛杉矶分校(UCLA)的神经生物学博士学位。於2009年《生活大爆炸》第三季最後一集加入，飾演主角谢尔顿·库珀的女友艾米·法拉·福勒。值得一提的是，马伊姆在片中扮演的影视角色和现实生活中都是神经科学博士。

## 著作
- 《超越吊索：如何抚养自信、爱心的孩子的真实生活指南亲密育儿法》(Beyond the Sling: A Real-Life Guide to Raising Confident, Loving Children the Attachment Parenting Way) ISBN 978-1451618006